# Frederick Ouseley
Sir Frederick Arthur Gore Ouseley (født 12. august 1825 i London, død 6. april 1889 i Hereford) var en engelsk komponist og musikforfatter.
Ouseley, der var baronet og fra 1855 professor i musik i Oxford, var en udmærket klaver- og orgelspiller og udgav en række kompositioner (navnlig kirkelige og kammermusik). Endvidere skrev Ouseley en del afhandliger om musikteori og var blandt andet medarbejder ved Groves store Dictionary of Music.